# Pouligny-Notre-Dame
Pouligny-Notre-Dame è un comune francese di 635 abitanti situato nel dipartimento dell'Indre nella regione del Centro-Valle della Loira.

## Società

### Evoluzione demografica
Abitanti censiti